# Список керівників держав 1550 року
Список керівників держав 1550 року — це перелік правителів країн світу 1550 року.
Список керівників держав 1549 року — 1550 рік — Список керівників держав 1551 року — Список керівників держав за роками

## Європа
- Англія
  - Король Англії — Едуард VI (1547—1553)
- Балканський півострів
  - Герцогство Архіпелагу — Джованні IV (1517—1564)
  - Князь-єпископство Чорногорія — Роміл (1540—1559)
- Балтія
  - Велике князівство Литовське — Сигізмунд II Август (1548—1572)
  - Дерптське єпископство — Йодокус Рекке (1544—1551)
  - Езель-Вікське єпископство — Йоганн V фон Мюнхгаузен (1542—1560)
  - Курляндське єпископство — Йоганн IV фон Мюнхгаузен (1540—1560)
  - Лівонський орден — ландмейстер — Йоганн фон дер Реке (1549—1551)
  - Ризьке архієпископство — Вільгельм Гогенцоллерн (1539—1563)
  - Держава Тевтонського ордену — великий магістр — Йоганн фон дер Реке (1549—1551)
- Ірландія
  - Айргіалла — Глайсне Ог мак Реамойнн (1521—1551)
  - Десмонд — Домналл ан Друймінін Мак Карті (1516—1558)
  - Тір Еогайн — Конн Баках мак Квінн О'Нейлл (1519—1558)
- Італія
  - Венеційська республіка — дож Франческо Донато (1545—1563)
  - Гуастальське графство — Ферранте I Гонзага (1539—1557)
  - Мантуанське герцогство — герцог Франческо III Гонзага (1540—1550); Гульєльмо Ґонзаґа (1550—1587)
  - Мірандольське герцогство — Галеотто II Піко делла Мірандола (1509—1513; 1513—1550); Лудовіко II Піко делла Мірандола (1550—1568)
  - Герцогство Масси і Каррари — Річарда Маласпіна (1519—1553)
  - Герцогство Модени і Реджо — Ерколе II д'Есте (1534—1559)
  - Герцогство Парми та П'яченци — Оттавіо Фарнезе (1547—1583)
  - Монферратське маркграфство — Франческо I (1540—1550); відійшло до Мантуї.
  - Неаполітанське королівство — Карл V Габсбург (1516—1554)
  - Сардинське королівство — Хуана I (1516—1555)
  - Сицилійське королівство] — Карл V Габсбург (1516—1556)
  - Сорське герцогство — Джуліо делла Ровере (1539—1578)
  - Трентське князівство-єпископство — Крістофоро Мадруццо (1539—1567)
  - Урбінське герцогство — Гвідобальдо II делла Ровере (1538—1574)
  - Феррарська сеньйорія — Ерколе II д'Есте (1534—1559)
  - Фіналезьке маркграфство — Альфонсо II дель Карретто (1535—1583)
  - Флорентійське герцогство — Козімо I Медічі (1537—1569)
- Кавказ
  - Картлі — Луарсаб I (1527—1556)
  - Гурійське князівство — Ростом Гурієлі (1534—1564)
  - Самцхе-Саатабаго — Кайхосро II Джакелі (1545—1573)
  - Кахетинське царство — Леван (1520—1574)
  - Тюменське ханство (Кавказ) — Ак-Кубек (1515—1550); Агіш (1550—1559)
- Німеччина
  - Австрійське герцогство — Фердинанд I (1522—1564)
  - Ангальтське князівство — Ангальт-Цербст (князівство) — Йоганн IV Ангальт-Цербстський (1544—1551); Ангальт-Дессау — Йоахим I (1516—1561; з братами); Ангальт-Кетен — Вольфганг (1508—1562); Ангальт-Плецкау — Георг III (1544—1553)
  - Ансбаське князівство — Георг Фрідріх (1543—1603)
  - Баварське герцогство — Вільгельм IV (1508—1550); Альбрехт V (1550—1579)
  - Баден-Дурлаське маркграфство — Баден-Баденське маркграфство — Філіберт (1536—1569)
  - Байройтське князівство — Альбрехт II Алківіад (1527—1553)
  - Берзьке герцогство — Вільгельм (1539—1592)
  - Берхтесгаденське пробство — Вольфґанґ ІІ Ґрійстаттер (1541—1567)
  - Бранденбурзьке маркграфство — курфюрст Йоахім II (1535—1571)
  - Брауншвейг-Люнебурзьке герцогство — Франц-Оттон (1546—1559)
  - Бріксенське князівство-єпископство — Крістофоро Мадруццо (1542—1578)
  - Вадуцьке графство — Йоганн Людвіг I (1535—1566)
  - Вюртемберзьке герцогство — Ульріх (1534—1550); Христоф (1550—1568)
  - Вюрцбурзьке князівство-єпископство — Мельхіор Цобель фон Гібельштадт (1544—1558)
  - Гессенське ландграфство — Філіпп I (1509—1567)
  - Гільдесгаймське князівство-єпископство — Валентин фон Тетлебен (1537—1551)
  - Гольштейн-Піннеберг — Йоанн V (1531—1560)
  - Гоя (графство) (Grafschaft Hoya) — Альберт II (1545—1563)
  - Зальцбурзька архідієцезія — вакансія до 1554
  - Пфальц-Цвайбрюккен — Вольфганг (1532—1569)
  - Каммінське єпископство — Мартін фон Вейхер і фон Леба (1549—1556)
  - Каринтійське герцогство — Фердинанд I (1521—1564)
  - Кельнське курфюрство — Адольф III фон Шаумбург (1547—1556)
  - Кенігсегг (Königsegg) — барон Йоганн Марквард (з братом; 1544—1553)
  - Клевське герцогство — Вільгельм (1539—1592)
  - Констанцьке князівство-єпископство — Крістоф Метцлер (1548—1561)
  - Курпфальц — Фрідріх II (1544—1556)
  - Ліппе-Детмольд — Бернгард VIII (1536—1563)
  - Любекське князівство-єпископство — Йодокус Ходфілтер (1547—1551)
  - Майнцьке архієпископство Себастьян фон Гойсенштамм (1545—1555)
  - Марк (графство) — Вільгельм (1539—1592)
  - Мекленбург-Гюстров — Йоганн Альбрехт I Мекленбурзький (1547—1555)
  - Мекленбург-Шверінське герцогство — Йоганн Альбрехт I Мекленбурзький (1547—1576)
  - Нассау-Саарбрюккен — граф Філіп II Нассау-Саарбрюкен (1545—1554)
  - Ольденбурзьке графство — Антон I (1548—1573)
  - Померанія-Вольгаст-Штольп — Філіп I Вольгастський (1532—1560)
  - Прусське герцогство — Альбрехт (1525—1568)
  - Рітберзьке графство — Отто IV (1535—1552)
  - Саксен-Лауенбурзьке герцогство — Франц I (1547—1571)
  - Тірольське графство — Фердинанд I (1521—1564)
  - Фельденцьке графство — Вольфганг (1532—1569)
  - Штирійське герцогство — Фердинанд I (1521—1564)
  - Юліх-Клеве-Берг — герцог Вільгельм (1539—1592)
- Піренейський півострів
  - Арагонське королівство — Хуана I (1516—1555)
  - Португальське королівство — король Жуан III (1521—1557)
  - Наваррське королівство — Генріх II (1517—1555)
- Польща — Сигізмунд I Старий (1506—1548)
  - Берутувське князівство — Йоганн Мюнстерберзький (1542—1565)
  - Бжезьке князівство — Георг II Бжезький (1547—1586)
  - Зембицьке князівство — до 1552 в складі земель Чеської корони
  - Любінське князівство — Анна Померанська (1521—1550); Фрідріх III Легницький (1550—1551)
  - Олесницьке князівство — Йоганн Мюнстерберзький (1542—1565)
  - Легницьке князівство — Фрідріх III Легницький (1547—1551)
  - Тешинське герцогство — Вацлав III Адам (1528—1579)
- Астраханське ханство — Ямгурчі (1549—1550); Дервіш-Алі (1550—1552)
- Касимовське ханство — Шах-Алі (1535—1566)
- Московське царство — Фван Грозний (1547—1584)
- Казанське ханство — Утямиш Ґерай (1549—1551)
- Румунія; Молдова
  - Волоське князівство — господар Мірча V Чобанул (1545—1552)
  - Молдавське князівство — Ілля II Рареш (1546—1551)
- Скандинавія
  - король Данії — Кристіан III (1534—1559)
  - Король Норвегії — Кристіан III (1534–1559)
  - Швеція — Густав I Ваза (1523—1560)
- Угорське князівство — король Фердинанд I (1526—1564)
- Східно-Угорське королівство — Янош II Жигмонд Заполья (1540—1571)
- Україна —
  - Дубровицьке князівство — Семен Юрійович Гольшанський-Дубровицький (1549—1556)
  - Кримське ханство — Сахіб I Ґерай (1532—1551)
- Французьке королівство — Генріх II (1547—1559)
  - Барське герцогство — Карл III (1545—1608)
  - Голландське графство — Карл V Габсбург (1515—1555)
  - Люксембурзьке герцогство — Карл V Габсбург (1506—1556)
  - Льєзьке єпископство — Георг Австрійський (1544—1557)
  - Монбельярське графство — Ульріх (1534—1550); Христоф (1550—1553)
  - Монако — Оноре I (1523—1581)
  - Оранське князівство — Вільгельм I Оранський (1544—1584)
  - Савойське герцогство — Карло III (1504—1553)
  - Фуаське графство — Генріх II (1516—1555)
- Богемське королівство (Чехія) — Фердинанд І (1526—1564)
- Шотландія
  - Король Шотландії — Марія I Стюарт (1542—1567)
- Святий Престол; Папська держава — папа римський — Юлій III (1550—1555)
- Вселенський патріарх — Діонісій II Константинопольський (1546—1556)

## Азія
- Близький Схід
  - Рамазаногуллари — Пірі Мехмед-паша Рамазаноглу (1517—1567)
  - Османська імперія — Сулейман I (1520—1566)
  - Шаріфат Мекки — Абу Нумай II (1525—1566)
    - Ємен (еялет) — Оздемир Паша (1549—1554)
- Персія; Середня Азія
  - Сефевідський Іран — Тахмасп I (1524—1576)
    - Карабаське беклярбекство — Сардар-бек Байділі-Шамлі (?—1551)
- Індія і Шрі-Ланка
  - Аділ-шахи — Ібрагім I Аділ-шах (1534—1558)
  - Династія Аргун — Хусайн Бег Аргун (1524—1554)
  - Ахмеднагарський султанат — Бурхан-шах I (1510—1553)
  - Ахом — Секленмунг (1539—1552)
  - Бенгальський султанат — у складі Делійського султанату (1538—1554)
  - Берарський султанат — Дар'я Імад-шах (1530—1561)
  - Бідарський султанат — Алі Барід-шах I (1542—1580)
  - Віджаянагарська імперія — Садашіварая Тулува (1542—1570)
  - Гархвал (держава) — Махіпат Шах (1527—1552)
  - Голкондський султанат — Джамшід Кулі Кутб-шах (1543—1550)
  - Гуджаратський султанат — Махмуд-шах III (1537—1554)
  - Джайпур (князівство) — Біхарі Дас (1548—1574)
  - Джайсалмер (князівство) — Лункаран Сингх (1530—1551)
  - Джодхпур (князівство) — Малдева Ратхор (1532—1562)
  - Імперія Великих Моголів — Хумаюн (1530—1556)
  - Канді (королівство) — Джаявіра Бандара (1511—1552)
  - Кашмірський султанат — Назук-шах (1540—1552)
  - Майсур (князівство) — Чамараджа Водеяр III (1513—1553)
  - Малавський султанат — Шуджаат-хан (1542—1555)
  - Династія Малла — Амара Малла (1530—1560)
  - Мевар (князівство) — Удай Сінґх II (1540—1572)
  - Мустанг (королівство) — Г'яхор Палден (? — 1550); Тагпал Дорджі (? — ?)
  - Нарвар — Аскаран (1548—1599)
  - Хандеський султанат — Міран Мубарак-шах (1537—1566)
  - Джафна (держава) — Чанкілі І (1519—1561)
  - Котте (королівство) — Бгуванайкабаху VII (1528—1551)
  - Сітавака — Маядуне (1521—1581)
- Індонезія; Південно-Східна Азія
  - Ава (М'янма) — Нарапаті III (1545—1551)
  - Ачеський султанат — Алауддін аль-Кахар (1537/1539-1571)
  - Аюттхая (королівство) — Маха Чаккрапхат (1548—1564)
  - Банджармасінський султанат — Рахматуллах (1546—1570)
  - Брунейська імперія — Саїф Ріджал (1530? — 1581)
  - Гантаваді — Сав Лагун Ейн (1541—1550); Смім Гто (1550—1552)
  - Демак (султанат) — ? (1548—1550); ? (1550—1558)
  - Джамбійський султанат — Панембахан Ренгас Пандак (1540—1565)
  - Джохорський султанат — Алауддін Ріаят-шах II (1528—1564)
  - Династія Мак — Мак Фук Нгуєн (1546—1561)
  - Ланна (держава) — Сеттатірат (1546—1571)
  - Лансанг — Сеттатірат (1548—1571)
  - Пагаруюнг — Мегаварна (1540—1570)
  - Суріди — Іслам Шах Сурі (1545—1554)
  - Могн'їн (князівство) — Хсо Хкуан Хпа (1547—1564)
  - Ава (М'янма) — Конмаїнг (1542—1555)
  - Магінданао (султанат) — Мака-аланг Сарипада (1543—1574)
  - Маніла (країна) — Раджа Матанда (1521?-1558?)
  - М'яу-У — Мінбін (1531—1554)
  - Кедах (султанат) — Музаффар-шах III (1547—1602)
  - Пандуранга — По Кунарай (1541—1553)
  - Султанат Сулу — Амірул-Умара (Муїззул Мутаваддін, Насіруддін; 1519—1579)
  - Таунгу — Табіншвехті (1530—1550); Смім Согтут (1550)
  - Тернатський султанат — султан Хайрун Джамілу (1535—1570)
  - Тідорський султанат — Аміруддін Іскандар (1526—1550); Гава (1550—1560)
- Кхмерська імперія — Анг Чан I (1516—1556)
- Накхонситхаммарат (держава) — Пхрая Шрі Таммарат (1535 — до 1553)
- Китай; Монголія
  - Тибет — десі (регент-володар) — Нгаван Таші Дракпа (1499—1554)
    - У-Цанг — Дондуп Цетен Дордже (1544—1565)

  - Династія Мін — Чжу Хоуцун (1521—1567)
  - Династія Північна Юань — Дарайсун-Годен-хан (1547—1557)
- Окінава; Королівство Рюкю — Сьо Сеі (1526—1555)
- Корея
  - Чосон — Мьонджон (1545—1567)
- Середня Азія і Сибір
  - Балхське ханство — Пірмухаммед-хан I (1546—1556)
  - Дербен-Ойрат — Хонгор-нойон (1530—1577)
  - Казахське ханство — Хак-Назар-хан (1537—1580)
  - Марашіян — Ага-Рустам (1546—1550); Сухраб I (1550); Абдаллах III (1550—1561)
  - Східний Могулістан — Шах-хан (1543—1570)
  - Ногайська орда — Юсуф-бей (1549—1554)
  - Сибірське ханство — Бек-Булат (1530—1563)
  - Хівинське ханство — Агатай-хан (1547—1557)
  - Держава Шейбанідів — Абдуллатіф-хан (1540—1551)
  - Яркендське ханство — Абд ар-Рашид-хан I (1533—1559)
- Японія — Імператор Ґо-Нара (1526—1557)

## Африка
- Адал — Умар Дін (1543—1553)
- Алжирський еялет — Гасан-паша (1545—1567)
- Аллада (держава) — Агбангба (1540—1550); Хуезе (1550—1560)
- Багірмі (королівство) — Мало (1548—1568)
- Бамум (держава) — мфон Фіфен (1544—1568)
- Борну — Дунама VI (1546—1562)
- Буганда — Накібінде (1524—1554)
- Ваало — Нд'ак Кумба Нан Санго (1547—1556)
- Варсангалійський султанат — гараад Юсуф (1525—1555)
- Ваттасиди — Мухаммад аш-Шейх (1549—1557)
- Волоф (держава) — Аль-Бурі Пенда (1549—1566)
- Імператор Ефіопії — Ґелавдевос (1540—1559)
- Єгипетський еялет — Семіз Алі-паша (1549—1553)
- Заяніди — Абу Заян III (153—1550); Аль-Гасан ібн Абу Мухаммад (1550—1556)
- Королівство Імерина — Андріаманелу (1540—1575)
- Кайор — Амарі Нгоне I (1549—1593)
- Койя (королівство) — Фаріма I (1505—1550); Фаріма II (1550—1560)
- Королівство Конго — Діогу I (1545—1551)
- Імперія Малі — Махмуд III (1496—1559)
- Мономотапа — мвене-мутапа Нешангве Мунембіре (1530—1550); Чиведжре Ньясоро (1550—1560)
- Ндонго — Нгола Кілуанджі Кіа Самба (1515?–1556)
- Нрі — Езе Нрі Фенену (1512—1582)
- Салум — Сені Ндіме Ділен Ндіайє (1547—1550); Латілор Бадіане (1550—1559)
- Сеннарський султанат — Наїль (1535—1551)
- Імперія Сонгаї — Аскія Дауд (1549—1582)
  - Імперія Фута Торо — Гелааджо Бамбі (1539—1563)
- Хафсіди — Абу'л Аббас Ахмад III (1543—1569)

## Південна Америка
- Інки — Інка Вількабамби Сайрі Тупак (1544—1560)
- Віцекоролівство Перу — Педро де ла Гаска (1548—1550)
- Генерал-капітанство Чилі — Педро де Вальдивія (1541—1554)

## Північна Америка
- Маяпанська ліга — Кокоми; Ах-Куат-Начі (дон Хуан) Коком (1531—1551)
- Тескоко (держава) — Тлауітолцин (1539—1564)